# Жозеф Бонапарт
Жозеф Бонапарт (фр. Joseph Bonaparte), Джузеппе Буонапарте (італ. Giuseppe Buonaparte) або Хосе Бонапарте (ісп. José Bonaparte) — старший брат Наполеона Бонапарта. З 1805 р. представник Наполеона під час перебування того в Німеччині, з 30 березня 1806 — король Неаполя, король Іспанії (10 березня 1808 — 11 грудня 1813); з 28 січня 1814 — генерал-намісник імперії та головнокомандувач національною гвардією.

## Життєпис
Народився на Корсиці 1768 року в місті Корте.
1790-х брав участь в революційних виступах на Корсиці. Був близьким до якобінців. Після повстання 9 термідора під загрозою арешту втік до Генуї.
12 квітня 1797 був вибраний до Ради п'ятисот від Корсики. Хоч і не позбавлений честолюбства він не зміг грати самостійної ролі й підкорявся брату Наполеону.
Далі займався переважно дипломатичною роботою. З 11 жовтня 1800 повноважний міністр у Богемії. Керував військами Неаполя. 31 березня 1806 призначений королем Неаполя та обох Сицилій.
Після початку завоювань його брата Наполеона боровся за отримання всієї інформації про пересування військ, щоб мати можливість робити остаточні координаційні рішення. Але Наполеон не вірив у військові можливості Жозефа. Він говорив: «Король не солдат. він не може ним бути. Я подвоюю силу своїх військ, коли командую ними; коли він це робить, він зменшує її вдвічі». Але в 1812 році йому доведеться зробити його головнокомандувачем своїх військ.
1808 року Жозеф захоплює Мадрид і стає королем Іспанії. З самого початку французи розграбуванням, підпалами, оскверненням церков і насиллям викликали відразу населення. Жозеф відчував ненависть, проти нього. 18 липня 1808 року він писав брату: «Мене в жодному разі не жахає моє положення, але воно унікальне в історії: у мене тут немає жодного прихильника»
Жозеф сам хотів керувати військами, але йому заважав генерал Сульт. Він навіть просив брата Наполеона замінити його, але Наполеон вважав, що Сульт єдиний справжній вояка в Іспанії й замінити його ніяк.
22 липня 1808 року армія французів програє військам хунти. 29 липня 1808 Жозеф покидає Мадрид. Але вже в листопаді він знову захоплює Мадрид, після битви при Сомосьєррі.
14 червня 1813 відбулася битва між французькою армією та арміями Англії й Іспанії. Жозеф погано підготувався до цієї битви й тому, після того як центр французів був зім'ятий, він наказав відступати. Французи кинулися втікати кинувши на полі бою і свою казну та артилерію й архіви, а сам Жозеф ледве врятувався. Після поразки мова могла йти тільки про виведення військ з Іспанії.
Після поразки у Віторії Наполеону стало зрозуміло, що необхідно пожертвувати Жозефом на користь короля Фердинанда VII. 11 грудня 1813 року був підписаний мир. Наполеон визнав королем Фердинанда і дозволив йому вільно, без яких-небудь умов стати ним.
Історики вважають його головним винуватцем провалу інтервенції Іспанії. Жозеф мав дипломатичний талант, був миролюбним, реформатором, але такі риси не потрібні були тоді в Іспанії.
Після вигнання з Іспанії він жив у Філадельфії. Помер 28 липня 1844 року у Флоренції.

## Сім'я
Одружений з Жюлі Кларі, сестрою Дезіре Кларі, майбутньою королевою Швеції.
Діти:
- Зенаїда Бонапарт (1801—1854)
- Шарлотта Бонапарт (1802—1839)